# لیام پین
لیام جیمز پین (انگلیسی: Liam James Payne؛ ۲۹ اوت ۱۹۹۳ – ۱۶ اکتبر ۲۰۲۴) خوانندهٔ اهل انگلستان بود. او به‌عنوان یکی از اعضای وان دایرکشن به شهرت رسید. او فعالیت خود را در ۲۰۰۸ هنگام تست برای مجموعهٔ استعدادیابی ایکس فاکتور بریتانیا آغاز کرد. بعد از اینکه در رقابت حذف شد، او دوباره در سال ۲۰۱۰ تست داد و با چهار شرکت‌کنندهٔ دیگر در یک گروه قرار گرفت که در نهایت وان دایرکشن تشکیل داده شد. این گروه تبدیل به یکی از پرفروش‌ترین گروه‌های پسرانهٔ تاریخ شده است.
پین بعد از وقفه وان دایرکشن در سال ۲۰۱۵، قراردادی را با ریپابلیک رکوردز در آمریکای شمالی امضا کرد. در مه ۲۰۱۷، پین «Strip That Down» را به عنوان تک‌آهنگ آغازین اولین آلبوم خود منتشر کرد. این تک‌آهنگ در جدول تک‌آهنگ‌های بریتانیا در رتبه سوم و در بیلبورد هات ۱۰۰ ایالات متحده در رتبه دهم قرار گرفت و در هر دو کشور گواهی پلاتین دریافت کرد. اولین آلبوم پین، LP1، در دسامبر ۲۰۱۹ منتشر شد. او بیش از ۱۸ میلیون نسخه از تک‌آهنگ‌هایش را در کمتر از سه سال پس از وقفه وان دایرکشن فروخت و بیش از ۳٫۹ میلیارد استریم به‌دست‌آورد.

## زندگی و حرفه

### ۱۹۹۳–۲۰۰۷: کودکی
پین سه هفته زودتر از زمان مشخص شده به دنیا آمد. یکی از کلیه‌های او دچار مشکل شد و یک کلیه داشت. تا اینکه در آزمایشی که در تاریخ ۷ اوت ۲۰۱۲ مشخص شد که کلیه دیگر او نیز سالم است. مادر او کارن پین و پدرش جیوف پین نام دارد. او سه خواهر با نام‌های روث پین و نیکلا پین و ادلاین پین دارد.

### ۲۰۰۸–۲۰۱۰: شروع حرفه
وی برای اولین بار در سال ۲۰۰۸ در اکس فکتور شرکت کرد اما در خانه داوران با قرار سایمن کاول به‌خاطر سنش قبول نشد. اما کاول به او گفت تا دو سال دیگر دوباره بازگردد. او در سال ۲۰۱۰ در فصل هفتم اکس فکتور دوباره شرکت کرد و آهنگ Cry Me A River را خواند. وی در Bootcamp مانند دیگر اعضای گروه وان دایرکشن ناموفق شد؛ اما توسط داور مهمان، نیکل شرزینگر، پین و دیگر اعضای وان دایرکشن در استادیو Wembley به عنوان گروه به خانه داوران راه پیدا کردند.

نام گروه توسط هری استایلز عضو دیگر این گروه گذاشته شد. آن‌ها در خانه سایمن کاول که مربی آنها بود آهنگ Torn را خواندند. آن‌ها در نهایت به اجراهای زنده در اکس فکتور راه پیدا کردند اما در هفتهٔ نهایی سوم شدند. در این مدت آن‌ها طرفداران بسیاری در سراسر انگلستان به‌دست آوردند. 

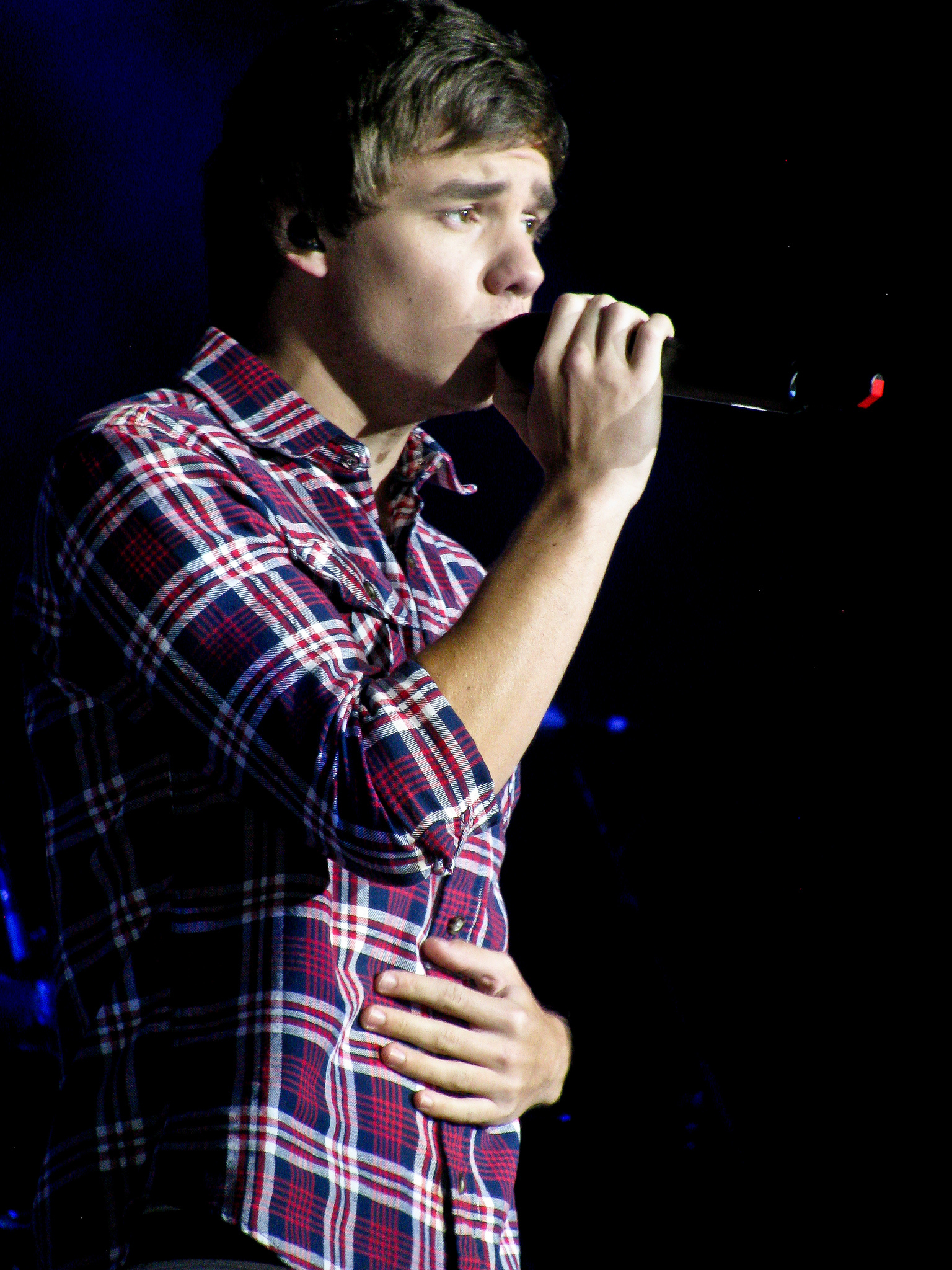
لیام پین در سال ۲۰۰۹

آن‌ها آهنگ Forever Young را برای بردشان در اکس فکتور حاضر کرده بودند که موفق به انتشار رسمی آن نشدند. اما مدتی بعد این آهنگ در سطح اینترنت لو رفت. چندی بعد آن‌ها با با سایکو ریکوردز که برای کاول است قرار داد بستند.

### ۲۰۱۱–۲۰۱۵: وان دایرکشن
وان دایرکشن در مدیا به موفقیت بسیار چشم‌گیری رسیده بود. آن‌ها آلبوم اول خود با اسم همه شب بیدار را در سال ۲۰۱۱ و آلبوم دوم خود را با اسم مرا به خانه ببر در سال ۲۰۱۲ منتشر کردند. آلبوم سوم آن‌ها با اسم خاطرات شبانه در تاریخ ۲۵ نوامبر ۲۰۱۳ منتشر شد. آن‌ها رکوردهای بسیاری را شکستند. در سال ۲۰۱۳ موزیک ویدئو best song ever که از همین آلبوم بود جایزه مراسم جوایز بریت را از آن خود کرد. آن‌ها در مراسم جوایز موسیقی آمریکا سال ۲۰۱۳ نیز دو جایزه را از آن خود کردند.
چهارمین آلبوم آن‌ها به نام چهار منتشر شد. این گروه به عنوان یک گروه بریتانیایی در آمریکا ۳۰ میلیون به‌دست آوردند از طریق موزیک‌های خود که این توسط منیجمنت آن‌ها Modest اعلام شد.
پین و دیگر اعضای گروه در سال ۲۰۱۲ در قسمتی از سریال آی کارلی ظاهر شدند. آن‌ها همچنین در سال ۲۰۱۳ در مستند «این ماییم» با بازی خودشان ظاهر شدند؛ که این فیلم در اواخر سال ۲۰۱۳ به بازار آمد و فروش آن توجه چشمگیری داشت. آلبوم پنجم آن‌ها به نام ساخته‌شده در بامداد منتشر شد.
لیام پین همچنین به عنوان خودش در قسمت ۱۹ فصل ۱۴ مجموعهٔ تلویزیونی مرد خانواده ظاهر شد.

## زندگی شخصی
پین از سال ۲۰۱۰ تا اواخر ۲۰۱۲ با یکی از رقصنده‌های آن زمان ایکس فاکتور، دنیل پیزر قرار گذاشت. پین از سال ۲۰۱۳ تا ۲۰۱۵ با دوست دوران کودکی خود، سوفیا اسمیث در رابطه بود. در سال ۲۰۱۶، پین رابطه‌ای را با شریل کول آغاز کرد. این دو یک پسر دارند که در ۲۲ مارس ۲۰۱۷ متولد شد. آنها در سال ۲۰۱۸ از یکدیگر جدا شدند. او در اوایل سال ۲۰۱۹ با مدل نائومی کمبل در رابطه بود.
پین در سال ۲۰۱۹ قرار گذاشتن با یک مدل به نام مایا هنری را آغاز کرد و در اوت ۲۰۲۰ نامزد کردند. پین و هنری در ژوئن ۲۰۲۱ به رابطه خود پایان دادند. این زوج در همان سال دوباره به هم برگشتند و دوباره نامزد کردند. این زوج در مه ۲۰۲۲ برای دومین بار به نامزدی خود پایان دادند. از اکتبر ۲۰۲۲، پین با یک اینفلوئنسر به نام کیت کسیدی در رابطه بود.
دارایی خالص پین در سال ۲۰۲۰، حدود ۴۷ میلیون پوند تخمین زده شد. پین قبلاً خانه‌هایی در مالیبو، کالیفرنیا و ساری داشت، اما هر دوی آنها را به ترتیب در اوایل سال ۲۰۲۰ و ۲۰۲۱ برای فروش گذاشت. او از سال ۲۰۲۲ به بعد در باکینگهام‌شر ساکن بود.
پین از طرفداران تیم فوتبال وست برومویچ آلبیون بود.

### سلامتی
پین در مورد مبارزه با الکلیسم از زمان موفقیت وان دایرکشن صحبت کرده بود. پین همچنین در مورد مبارزات خود با افکار خودکشی صحبت کرد. او در سال ۲۰۲۳ گفت که بیش از سه ماه هوشیار بوده است. در بزرگسالی تشخیص داده شد که پین به اختلال کم‌توجهی-بیش‌فعالی (ADHD) مبتلاست. او در اوت ۲۰۲۳ به دلیل عفونت کلیه در بیمارستان بستری شد. او بعداً در سال ۲۰۲۳ اعلام کرد که هوشیار است و گفت که به مرکز توانبخشی رفته است.

## درگذشت
در ۱۶ اکتبر ۲۰۲۴، پین در پی سقوط از بالکن طبقه سوم هتلی در بوئنوس آیرس آرژانتین در ۳۱ سالگی درگذشت. پس از تماس اضطراری مدیر هتل و گزارش «مردی پرخاشگر که ممکن است تحت تأثیر مواد مخدر و الکل باشد»، پلیس به هتل فراخوانده شد. مدیر هتل در این تماس با اشاره به اینکه «وقتی هوشیار است کل اتاق را خراب می‌کند و باید کسی را بفرستیم»، خاطرنشان کرد که به دلیل وجود بالکن در اتاق، جان وی در خطر است. اندکی پس از رسیدن نیروهای اورژانس، پین از بالکن سقوط کرد. مرگ وی در ساعت ۵:۱۱ بعد از ظهر به وقت آرژانتین تأیید شد.
مدیر خدمات اورژانس عمومی بوئنوس آیرس، از مرگ پین در شبکهٔ خبری تی‌ان آرژانتین خبر داد و گفت که سقوط او از ارتفاع تقریباً ۱۳ تا ۱۴ متری رخ داده است. او افزود که پین «جراحات بسیار جدی» را متحمل شده است که قابل بهبود نیست و امکان احیا وجود ندارد. کرسنتی از اظهار نظر در مورد اینکه مرگ او خودکشی یا تصادف بوده خودداری کرد. مدیر ارتباطات وزارت امنیت بوئنوس آیرس، گفت که پین «از بالکن اتاقش پریده بود». مقامات در حال بررسی مرگ پین هستند و کالبدگشایی در حال انجام است.
پلیس بعداً گفت که چندین دارو و مکمل‌های انرژی‌زا در اتاق او، از جمله کلونازپام، و یک بطری ویسکی در محوطه‌ای که جسد او را پیدا کردند، پیدا شد. بررسی اولیه پس از مرگ نشان داد که پین به دلیل خونریزی داخلی و خارجی و صدمات جراحتی متعدد درگذشت. کارشناسان پزشکی قانونی ۲۵ جراحت ناشی از سقوط را گزارش کردند و اعلام کردند که صدمات ضربه مغزی پین برای مرگ کافی بوده و خونریزی در سر و قسمت بالایی بدن او نیز در مرگش نقش داشته است. معاینه جسد نشان داد که هیچ نشانه‌ای از اثرات زد و خورد وجود ندارد و پین در زمان مرگش در اتاق تنها بود.

## آلبوم‌شناسی
آلبوم‌های استودیویی
- ال‌پی‌وان (۲۰۱۹)